# Soja Iwanowna Woskressenskaja

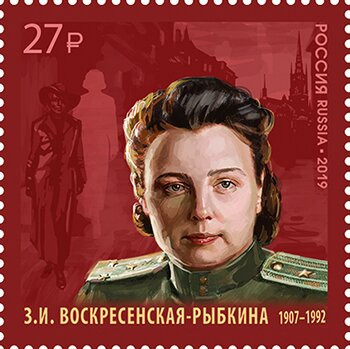
Soja Iwanowna Woskressenskaja

Soja Iwanowna Woskressenskaja-Rybkina (russisch Зоя Ивановна Воскресенская-Рыбкина; 28. April 1907 in Uslowaja – 8. Januar 1992 in Moskau) war eine sowjetische Schriftstellerin und Geheimagentin.

## Leben
Nach dem frühen Tod ihres Vaters erlebte Woskressenskaja mit ihrer Familie schwierige Zeiten, die sie zum frühen Arbeiten zwangen. Ihre Jugend war von frühen beruflichen Tätigkeiten geprägt, darunter Anstellungen als Bibliothekarin und später als politische Lehrerin in einer Kolonie für jugendliche Straftäter. Ihre Karriere beim sowjetischen Sicherheitsdienst begann sie in den 1920er-Jahren und sie stieg schnell in die Ränge der Auslandsaufklärung auf, wo sie bis zum Jahr 1953 tätig war. In den 1930er- und 1940er-Jahren arbeitete sie unter verschiedenen Decknamen in Europa, sammelte wichtige Informationen für die Sowjetunion und nahm an Schlüsseloperationen teil, darunter auch während des Zweiten Weltkriegs. Nach dem Krieg und einer kurzen Zeit der Ungnade kehrte sie zu analytischer Arbeit zurück, bis sie 1956 in den Ruhestand ging.

## Wirken
Woskressenskaja gilt als eine vielseitige Persönlichkeit, bekannt sowohl als Kinderbuchautorin als auch als Geheimagentin. Sie erreichte mit ihren Büchern, die in viele Sprachen übersetzt wurden, Millionenauflagen und wurde als die „Astrid Lindgren der Sowjetunion“ bezeichnet. Ihr bekanntestes Werk Herz einer Mutter, das die Familie von Wladimir Iljitsch Lenin porträtiert, wurde in der Sowjetunion sehr populär und verfilmt. Im Jahr 1973 entstand unter der Regie Mark Donskois der Film Nadeschda, für den sie mit Irina Donskaja das Drehbuch lieferte. Erst kurz vor ihrem Tod wurde ihre Rolle als Agentin des NKWD öffentlich bekannt, was ihr posthum eine erhebliche Aufmerksamkeit eingebracht hat. Ihre literarischen und nachrichtendienstlichen Tätigkeiten wurden mit zahlreichen Orden und Medaillen gewürdigt, darunter mehrere hochrangige sowjetische Auszeichnungen. Im Jahr 2019 wurde ihr zu Ehren und auf Veranlassung Wladimir Putins eine Briefmarke herausgegeben.